# Naban
Naban è un termine che sta ad indicare una delle tante arti marziali che si basano sull'uso delle prese in Birmania. Le tecniche comprendono joint locks, strikes a punti di pressione e choke holds. Viene considerato valido, come bersaglio, qualsiasi parte del corpo dell'avversario.
Il Naban è cugino di alcune forme di lotta che si trovano in paesi come Cambogia o Tibet. Si basa originariamente sui vecchi stili di wrestling indiani come il Malla-yuddha. È diventato molto popolare nelle zone rurali dove viene spesso eseguita ai festival accanto al Lethwei (pugilato Birmano). Oggi, la pratica del Naban, viene mantenuta in gran parte dalle tribù della Birmania. I Chin, Kachin e Karen hanno la reputazione di essere fra i migliori wrestler.

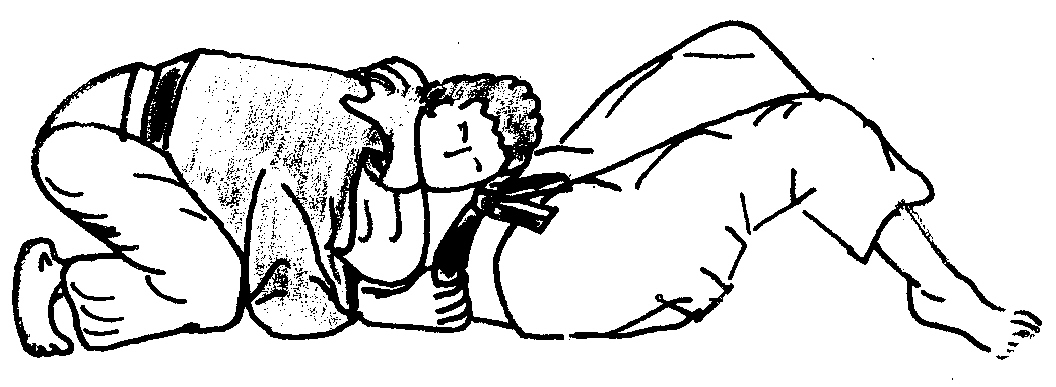

## Voci correlate

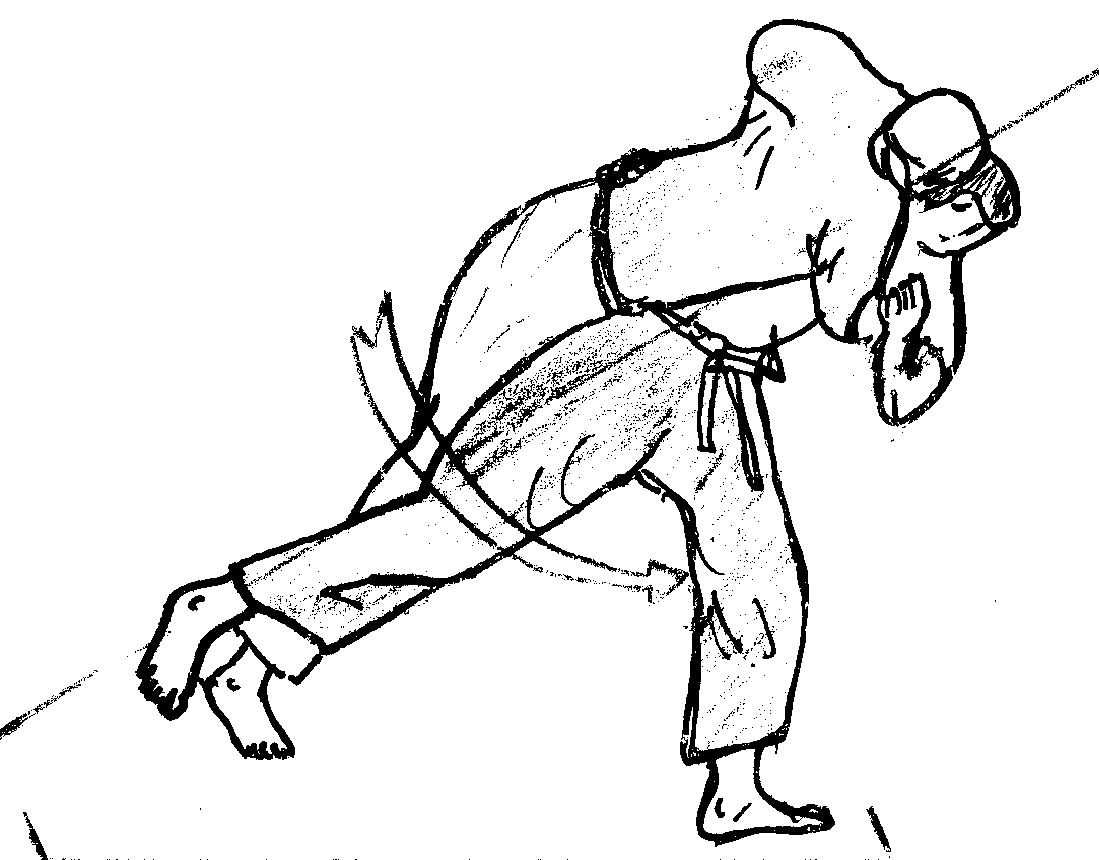

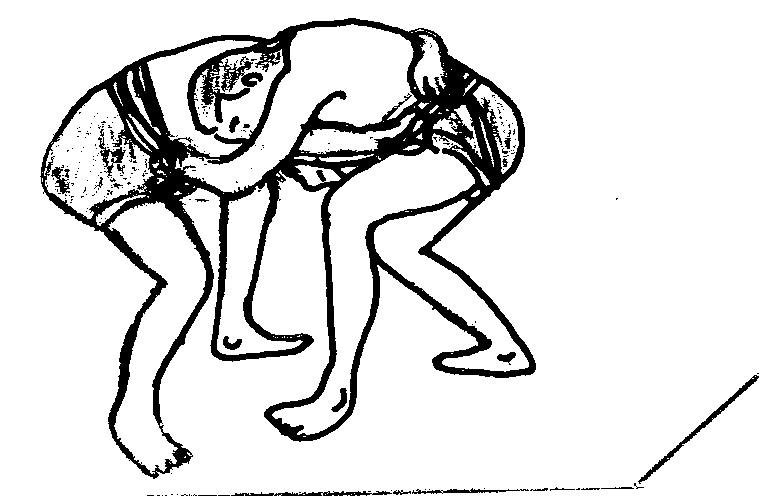
Rakhine naban